# Iłowo-Osada

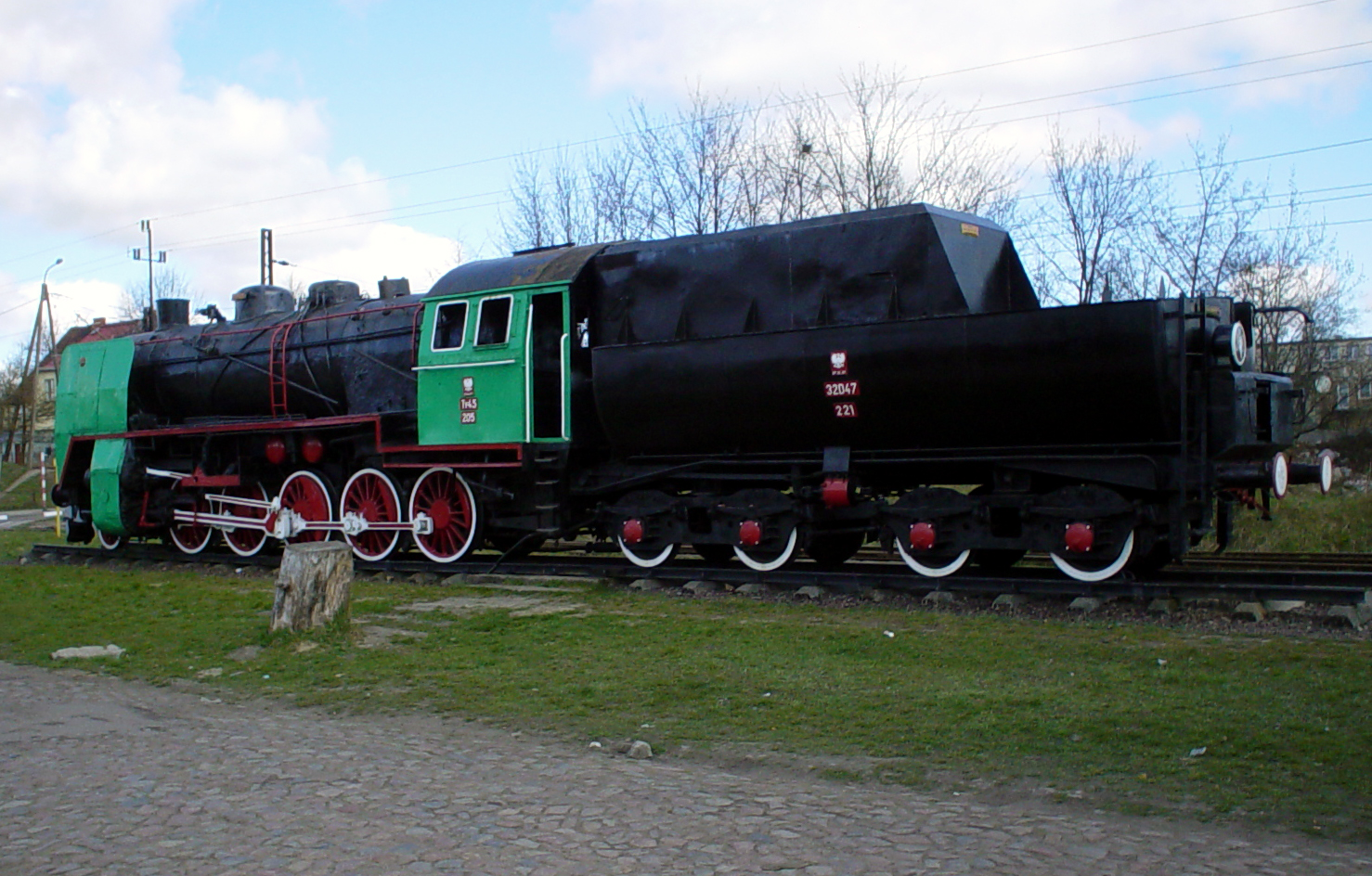
Lokomotywa Ty45. Eksponat przy głównej drodze Mława-Działdowo

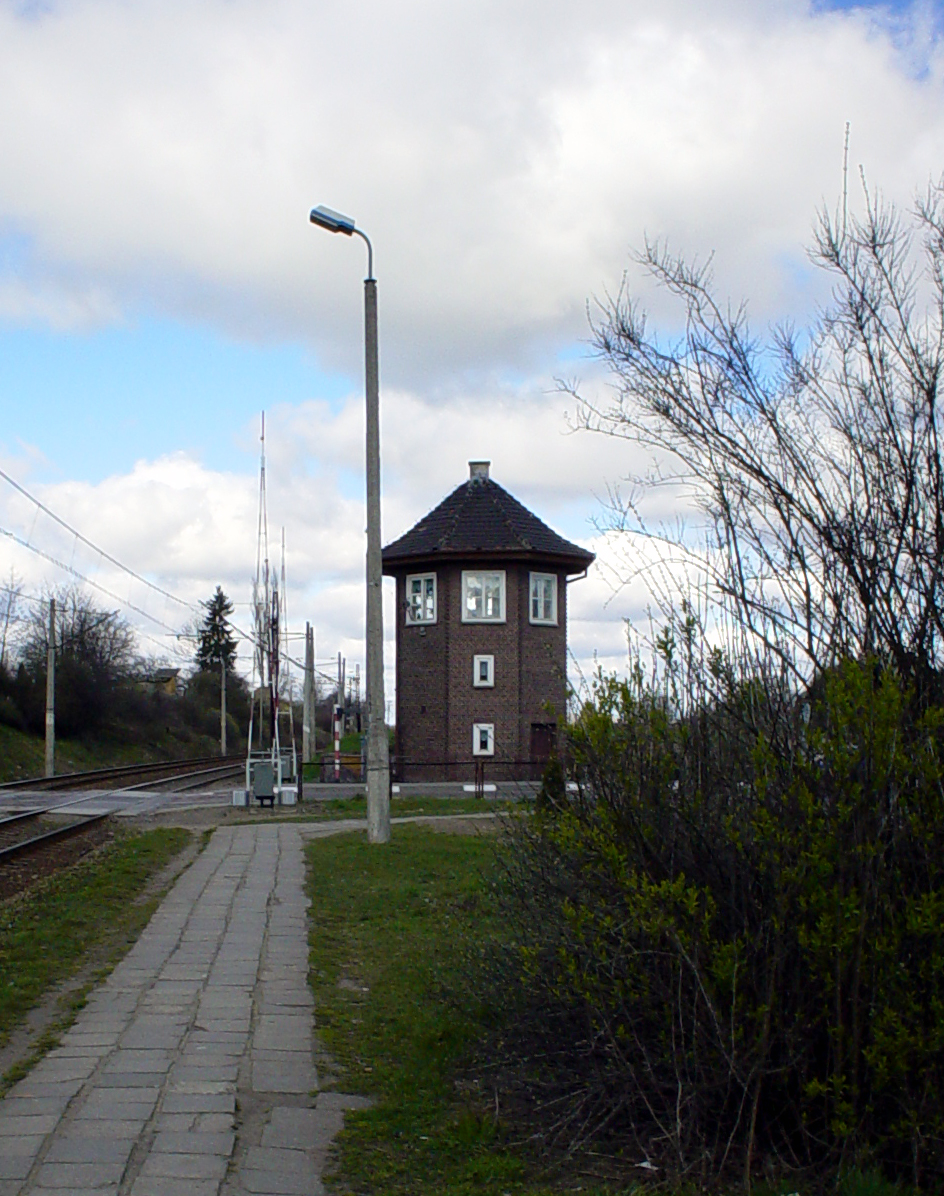
Strażnica kolejowa

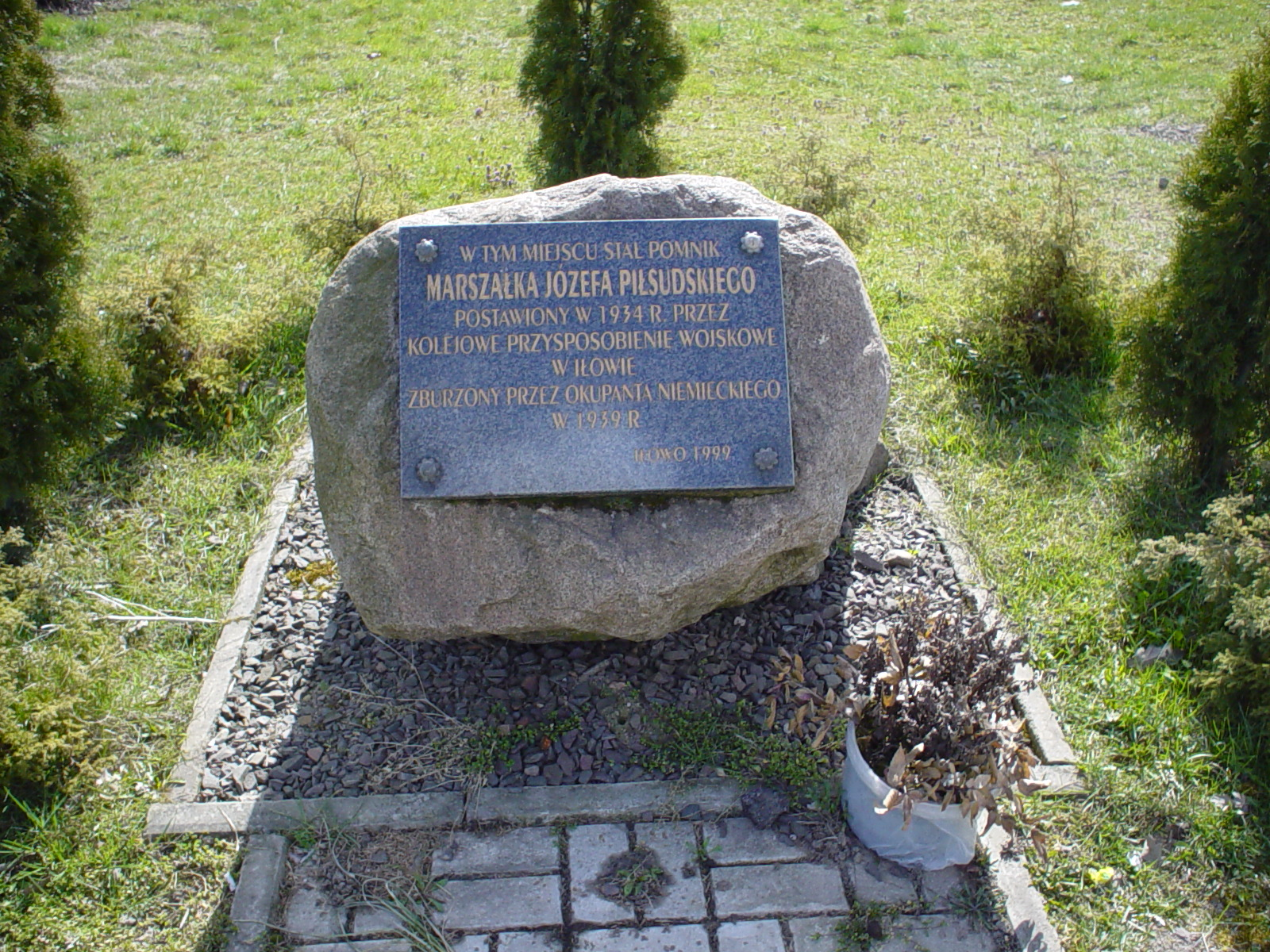
Tablica pamiątkowa. W tym miejscu stał pomnik Marszałka Józefa Piłsudskiego postawiony w 1934 r. przez Kolejowe Przysposobienie Wojskowe w Iłowie. Zburzony przez niemieckiego okupanta w 1939 r.

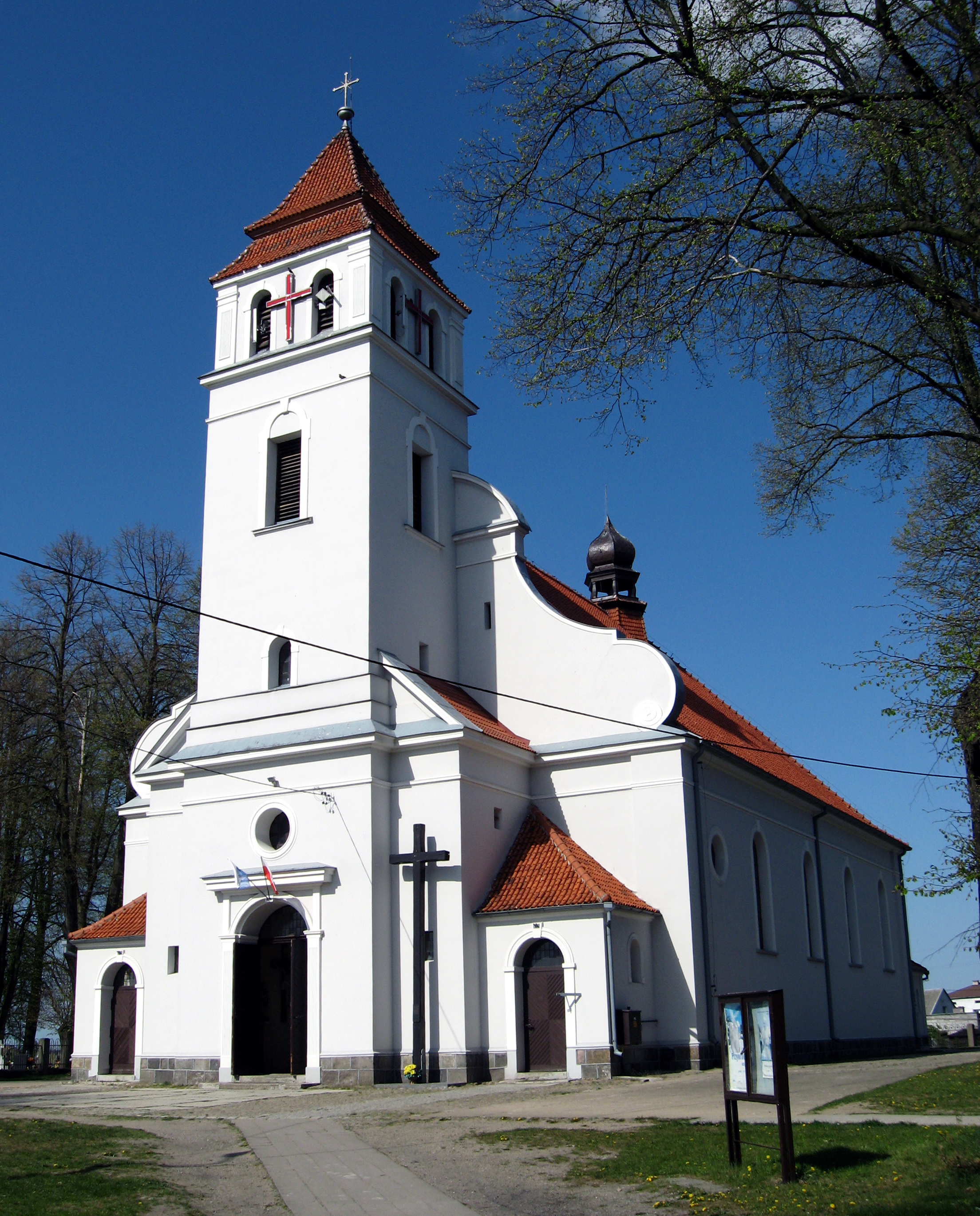
Kościół parafialny pw. Matki Bożej Królowej Różańca Świętego (1927)

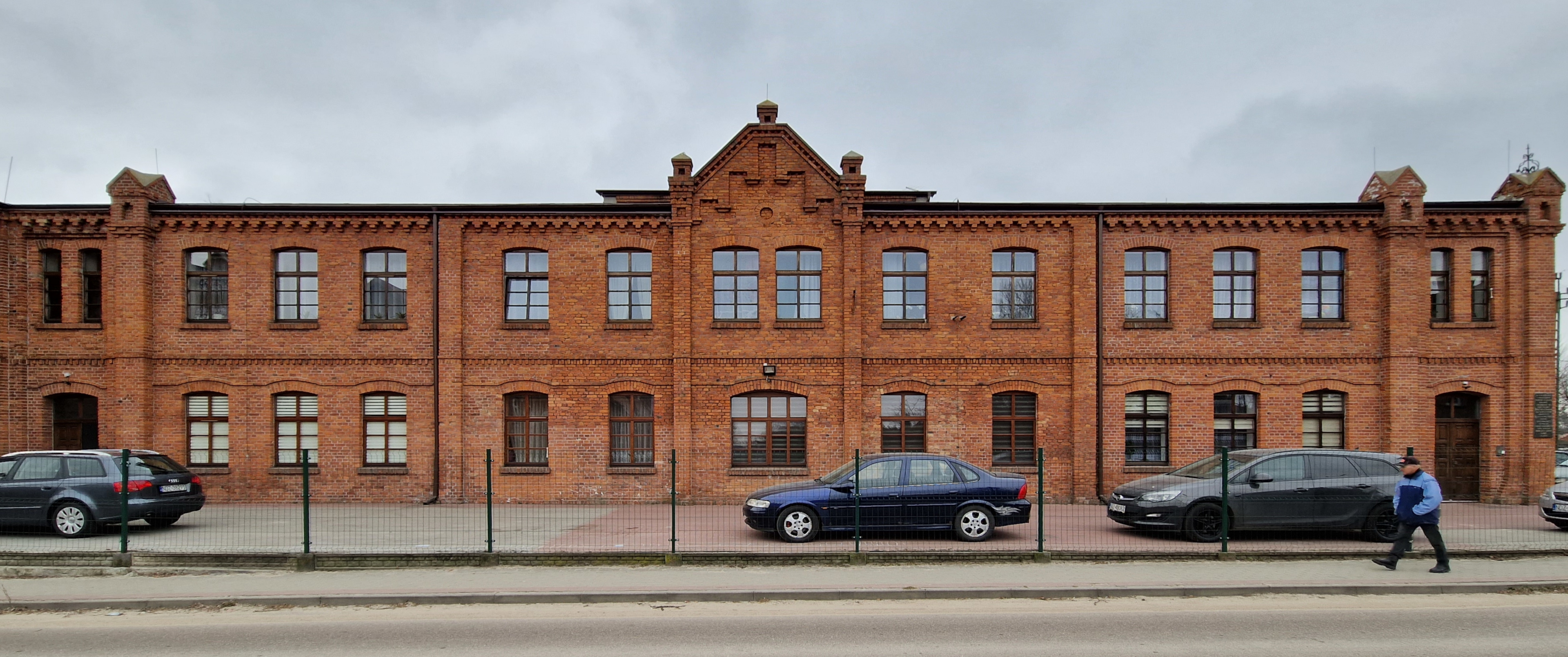
Budynek, który na przestrzeni lat pełnił różną funkcję. Mieściło się tu Towarzystwo Geograficzne wysyłające emigrantów za ocean, była tu siedziba lokalnych władz hitlerowskiego obozu przejściowego, a po wyzwoleniu Gimnazjum Mechaniczno Kolejowe i szkoła zawodowa.

Iłowo-Osada (daw. Iłowo, niem. Illowo) – wieś w Polsce położona na Wzniesieniach Mławskich, w województwie warmińsko-mazurskim, w powiecie działdowskim, w gminie Iłowo-Osada przy drodze wojewódzkiej nr 544 między Mławą a Działdowem. Miejscowość leży przy linii kolejowej nr 9 Warszawa – Gdańsk.
W latach 1954–1972 wieś należała i była siedzibą władz gromady Iłowo. W latach 1975–1998 miejscowość administracyjnie należała do województwa ciechanowskiego.
Miejscowość jest siedzibą gminy Iłowo-Osada.

## Rys historyczny
W przekazach historycznych nazwa miejscowości występuje już w XIV w. z pisownią Ilowo, a także Gilowo, Gylowo, Jiłowo. Nazwa pochodzi od wyrazu ił lub od nazwy osobowej „Ił”. Nazwa niemiecka wsi – Illowo lub Illow jest jej fonetyczną adaptacją.

### Historia do XIX w.
Teren dzisiejszego Iłowa zamieszkany był pierwotnie przez pruskie plemię Sasinów.
Od 1260 r. ziemia ta należała terytorialnie do zakonu krzyżackiego. Bezpośrednie sąsiedztwo granicy z Mazowszem powodowało jednak silny napływ ludności polskiej. W 1403 r. właścicielem Iłowa był polski rycerz Piotr Bażyński. Według legendy, główną drogą Iłowa (obecnie ul. Jagiellońska) mieli uciekać litewscy dezerterzy spod Grunwaldu.
Wraz z sekularyzacją zakonu krzyżackiego w 1525 r. Iłowo stało się częścią protestanckich Prus Książęcych. Z Iłowa pochodził ród Iłowskich, którzy władali majątkiem jeszcze w XVII w. W 1602 r. Iłowo należało do Stanisława z Iłowa oraz jego żony Zofii z domu Zelskiej. W tym czasie Iłowscy byli również właścicielami Soch. Kolejni właściciele Iłowa, Piotrowicze, posiadali również Kraszewo.
Stanowiąca od 1701 r. część Królestwa Prus wieś utraciła graniczne położenie wraz z II rozbiorem Rzeczypospolitej w 1793 r. Od 1807 r. przebiegała tu jednak ponownie granica Prus i Księstwa Warszawskiego, zaś od 1815 r. – granica prusko-rosyjska.
W 1820 r. w Iłowie dziesięciu gospodarzy, podczas akcji uwłaszczeniowej, skorzystało z renty.
Przełom w rozwoju wsi datuje się na rok 1877, kiedy dotarła tu kolej. W pobliżu wsi wzniesiono stację graniczną Kolei Malborsko-Mławskiej, którą od strony rosyjskiej połączono z szerokotorową Koleją Nadwiślańską. Iłowo stało się wówczas ważnym ośrodkiem przeładunkowym i handlowym, ze stacją kolejową Iłowo.
W drugiej połowie XIX wieku w Iłowie mieszkało 416 osób, w większości ewangelików (62,5% na 37,5% katolików) i prawie wyłącznie polskojęzycznych. We wsi była stacja pocztowa III klasy, szkoła ewangelicka, a w pobliżu wsi – dwie gorzelnie.

### Iłowo w XX w.
W grudniu 1914 r. Rosjanie przejściowo zajęli Iłowo i spalili wielki zbiornik nafty należący do firmy Nobel, cały gmach stacyjny, urząd celny i pocztowy, połowę zabudowań stacji towarowej oraz trzy budynki kolejowe.
Po I wojnie światowej, decyzją traktatu wersalskiego z 1919 r., Iłowo wraz z całą Działdowszczyzną zostało bez plebiscytu włączone do państwa polskiego. 16 stycznia 1920 r., o godzinie 6.00 rano, ostatni oddział Grenzschutzu opuścił Iłowo.
W czasie wojny polsko-bolszewickiej z 1920 roku Armia Czerwona zajęła Iłowo 12 sierpnia 1920 r. Dwa dni później Sowieci wkroczyli do Działdowa. Po siedmiu dniach oddziały sowieckie opuściły Działdowszczyznę.
W 1927 r. wybudowano w Iłowie kościół projektu architekta Kwiatkowskiego z Urzędu Wojewódzkiego w Toruniu. Jest to budowla murowana, trzynawowa w stylu neobarokowym. Od 7 października 1953 r. pełni funkcję kościoła parafialnego parafii Matki Bożej Królowej Różańca Świętego.
W okresie dwudziestolecia międzywojennego w Iłowie mieściła się szkoła powszechna sześcioklasowa (516 uczniów według spisu z 1937 r.), stacja kolejowa, warsztaty kolejowe, parowozownia, elektrownia, tartak i gorzelnia. Przy stacji kolejowej postawiono pomnik marszałka Józefa Piłsudskiego (dziś w tym miejscu jest tylko tablica pamiątkowa).
II wojna światowa w Iłowie rozpoczęła się już 2 września 1939 r. wkroczeniem oddziałów niemieckich, kilka dni później przystąpiono do aresztowań wytypowanych wcześniej Polaków (tzw. Operacja Tannenberg).
W latach 1941–1945 w Iłowie istniał hitlerowski obóz przejściowy (jako część niemieckiego obozu koncentracyjnego Soldau (KL) w Działdowie). Przebywali w nim robotnicy przymusowi, m.in. Polacy i Rosjanie. Pobyt w obozie trwał kilka dni, po czym osadzone w nim osoby wywożono do pracy na terenie Rzeszy. W obozie był wydzielony jeden barak dla małych dzieci, które odbierano matkom wywożonym na roboty przymusowe. Przywożono tu również na czas rozwiązania kobiety ciężarne już zatrudnione na robotach przymusowych. Po porodzie kobiety wracały do pracy, dzieci pozostawały w obozie. Starsze dzieci o cechach nordyckich wywożono do Niemiec w celach germanizacyjnych. Z powodu braku odpowiedniego wyżywienia i lekarstw panowała wśród dzieci duża śmiertelność.
Po wojnie Iłowo zostało częścią województwa warszawskiego, a następnie w wyniku kolejnej zmiany podziału administracyjnego Polski – województwa ciechanowskiego. Jest siedzibą gminy.
21 sierpnia 1945 r. utworzono Gimnazjum Mechaniczno Kolejowe w Iłowie.
Główne kierunki rozwoju gospodarczego miejscowości związane były z parowozownią (obsługującą większość pociągów na trasie Warszawa – Gdańsk), paszarnią i pobliskim Nadleśnictwem Dwukoły.

## Czasy współczesne
Obecnie Iłowo-Osada jest siedzibą jednej z najbardziej wysuniętych na południe gmin województwa warmińsko-mazurskiego.
Zmiany gospodarcze dokonane w Polsce po 1989 przyniosły zmniejszenie rangi miejscowości. Upadła parowozownia, zlikwidowano kino „Orion”. Nadal jednak istnieje Wytwórnia Pasz (obecnie pod nazwą De Heus), a ostatnio do Iłowa przeniesiono również część zakładów LG z pobliskiej Mławy. Do użytku oddano oczyszczalnię ścieków (2004 r.).

## Edukacja
- Przedszkole Gminne
- Szkoła Podstawowa
- Zespół Szkół Technicznych i Ogólnokształcących im. ks. Edmunda Domańskiego w skład którego wchodzą Technikum, Branżowa Szkoła I Stopnia oraz Liceum Ogólnokształcące.

## Kultura i sport
- Gminny Ośrodek Kultury i Sportu
- Klub Sportowy „Polonia” wraz ze stadionem

## Zabytki i pomniki
- Wieża ciśnień murowana z 1910 r.[5]
- Ewangelicko-augsburski dom modlitwy z 1912 r. (obecnie sklep)[6]
- Willa (obecnie przedszkole)[7]
- Kościół katolicki z 1927 r. (patrz zdjęcie obok)[8]
- Strażnica kolejowa z czasów II-wojny światowej (patrz zdjęcie obok)
- Lokomotywa Ty45 – eksponat przy głównej trasie 544 z Mławy do Działdowa (patrz zdjęcie obok)[9]
- Pomnik i tablica upamiętniająca pomordowanych w hitlerowskim obozie przejściowym w Iłowie (filia Soldau (KL))
- Tablica pamiątkowa w miejscu, gdzie stał przed II wojną światową pomnik marszałka Piłsudskiego (patrz zdjęcie obok)